# Concert at Sea 2009
Concert at Sea 2009 was de vierde editie van het jaarlijkse popfestival Concert at Sea. Deze vierde editie vond plaats op vrijdag 26 juni en zaterdag 27 juni 2009. Dit was de eerste keer dat Concert at Sea voor twee dagen kaarten verkocht.

## Geschiedenis
Op 5 februari 2009 werd bekend dat Marco Borsato de hoofdact van dit jaar is. Ook verschillende andere namen werden bekend gemaakt. De kaartverkoop begon op 20 februari, er waren dagkaarten voor 30 euro en weekendkaarten voor 50 euro. Dit jaar is het terrein niet langer verdeeld in twee vakken. Ook is er slechts een podium, op de plek waar op voorgaande jaren het tweede podium stond, is dit jaar een entertainmentdorp te vinden. Ook werd er samengewerkt met Pop Aan Zee, een bandcoachingproject. Op de website van PZC kon gestemd worden op De Hobbyisten, According to You, GoFish en Smout. De Hobbyisten kregen de meeste stemmen en mochten daarom optreden op Concert at Sea.
Op 20 februari werd bekend dat Maria Mena de eerste internationale gast is van deze editie. Ook was op dat punt al de helft van de kaarten verkocht. Op 22 mei werd bekend dat ook Ed Kowalczyk te zien zal zijn.
Op de vrijdag stond er een file van 30 kilometer op de N57 richting de Brouwersdam.

## Programma
De volgende artiesten stonden op de vierde editie van Concert at Seaː

### Vrijdag 26 juni
- 20:00-20:45 Racoon
- 21:15-22:00 VanVelzen
- 22:30-00:00 Marco Borsato
- 00:00-01:00 538 DJ

### Zaterdag 27 juni
- 12:00-13:00 DJ
- 13:10-13:30 Pop Aan Zee Talent: De Hobbyisten
- 14:00-14:45 I.O.S.
- 15:15-16:00 Bertolf
- 16:30-17:15 Maria Mena
- 17:45-18:00 Ed Kowalczyk
- 18:15-19:15 Ilse DeLange
- 18:45-21:00 Golden Earring
- 21:30-23:00 BLØF
- 23:00-00:30 538 DJ

Ook deze editie werd gepresenteerd door Peter Heerschop, Joep van Deudekom en Viggo Waas.
2006 · 2007 · 2008 · 2009 · 2010 · 2011 · 2012 · 2013 · 2014 · 2015 · 2016 · 2017 · 2018 · 2019 · 2020 · 2022 · 2023 · 2024